# Midi E 3100
Die Lokomotiven der Baureihe E 3100 waren regelspurige Elektrolokomotiven der französischen Eisenbahngesellschaft Compagnie des chemins de fer du Midi (Midi). Sie wurden vor dem Ersten Weltkrieg als Wechselstrom-Lokomotiven konzipiert und bestellt, letztlich aber als Gleichstrom-Loks ausgeliefert.

## Vorgeschichte
Die Midi war die einzige der großen französischen Bahngesellschaften, deren Gleise nicht bis in die Hauptstadt Paris führten. Ihre Strecken lagen südlich des Zentralmassivs zwischen dem Atlantik und dem Mittelmeer und führten bis weit in die nördlichen Pyrenäen hinein. Da die Kohlenreviere weit entfernt im Norden Frankreichs lagen, musste der Brennstoff für den Betrieb der Dampflokomotiven über weite Strecken anderer Gesellschaften herbeigeschafft werden. Daher wurde bereits um 1909 ein umfangreiches Elektrifizierungsprogramm unter Nutzung der in den Pyrenäen verfügbaren Wasserkräfte entwickelt.
Gewählt wurde eine Stromzufuhr mittels Oberleitung bei einer Wechselspannung von 12 kV und einer Frequenz von 16 2⁄3 Hz. Zwischen 1912 und 1914 wurde auf vier Strecken der elektrische Betrieb aufgenommen.

## Geschichte und Beschreibung
1914 bestellte die Midi zwei Prototypen einer Elektrolokomotive mit der Achsfolge 2’Co2’ für den schnellen Reiseverkehr. Der Antrieb sollte durch drei horizontal angeordnete Wechselstrommotoren der Westinghouse Electric Company mittels Zahnradgetrieben erfolgen.

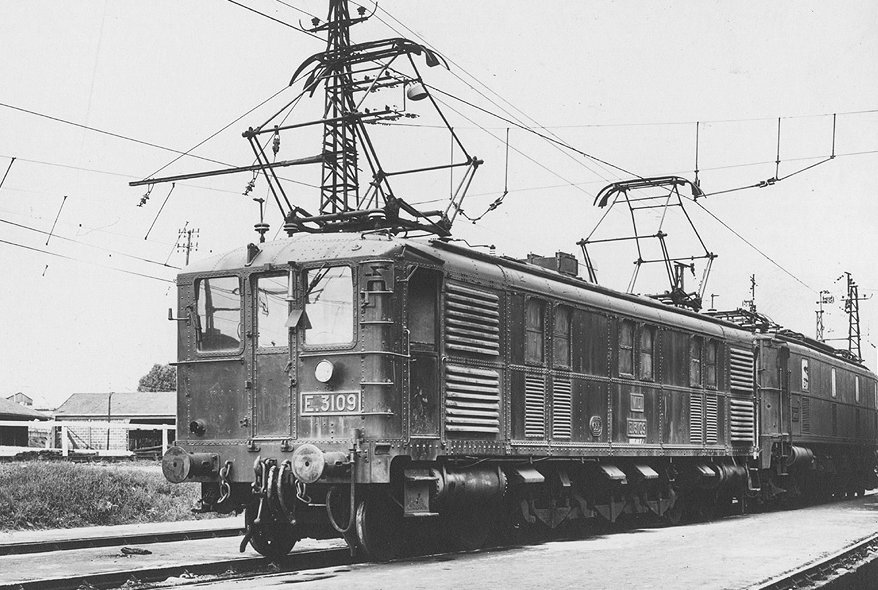
Serienlokomotive E 3109

Der Ausbruch des Ersten Weltkriegs verzögerte das Vorhaben, sodass die beiden Prototypen E 3101 und E 3102 erst 1923 fertiggestellt wurden. Zur Vereinheitlichung der Elektrifizierung im Land war am 29. August 1920 die Verwendung einer Gleichspannung von 1500 V in ganz Frankreich bindend vorgeschrieben worden. Daher wurden die Maschinen – abweichend von der ursprünglichen Konzeption – mit drei vertikal angebrachten Dick-Kerr-Gleichstrommotoren ausgestattet. Sie wiesen drei Dachstromabnehmer auf und waren anfangs blau lackiert. Die Serienlokomotiven E 3103 und E 3110 entsprachen weitgehend den Prototypen.
Die Loks gehörten zur ersten französischen Baureihe, die Geschwindigkeiten von 120 km/h und mehr erreichen konnte. Charakteristisch waren der hochliegende Schwerpunkt, eine weiche Federung und eine elastische Kraftübertragung, die auch bei 130 km/h noch für einen ruhigen Lauf sorgten. Bei Versuchsfahrten erreichten die Maschinen vor 350 t schweren Zügen sogar Geschwindigkeiten von 140 km/h; mit 90 km/h konnten sie 600 t schwere Züge ziehen.
Zwischen Bordeaux und Bayonne zogen sie auf der Bahnstrecke Bordeaux–Irun bei einer zulässigen Höchstgeschwindigkeit von 120 km/h den Sud-Express mit einer Reisegeschwindigkeit von 108 km/h und hielten diesbezüglich eine Zeitlang das Blaue Band des weltweit schnellsten Zugs. Am 19. Januar 1927 legte eine E 3100 diese Strecke sogar in 105 Minuten zurück, was einer Reisegeschwindigkeit von 113 km/h bei einem Spitzenwert von 135 km/h entsprach.
Den mit dem Aufkommen der Ganzmetall-Einheitswagen (OCEM-Wagen) zunehmenden Anhängelasten erwiesen sich die Maschinen indes nicht gewachsen. Sie wurden daher durch solche der Baureihe E 4800 verdrängt, nach der Fusion der Midi mit der Compagnie du chemin de fer de Paris à Orléans (PO) durch die für diese gebauten E 500 ersetzt und wanderten und in untergeordnete Personenzugdienste im Raum Bordeaux und zu den Stränden ab.
Die SNCF bezeichnete die zehn zwischen 1923 und 1926 gebauten Lokomotiven als Baureihe 2C2 3100. In den Jahren 1947/48 wurden die stets in Bordeaux stationierten, während der deutschen Besetzung im Zweiten Weltkrieg schlecht unterhaltenen Maschinen abgestellt.